# Serie de Eisenstein
Las series de Eisenstein, llamadas así en honor al matemático alemán Ferdinand Eisenstein, son formas modulares con expasiones en forma de series infinitas que pueden escribirse directamente. Originalmente definidas para el grupo modular, las series de Eisenstein pueden ser generalizadas en la teoría de formas automórficas.

## Series de Eisenstein para el grupo modular

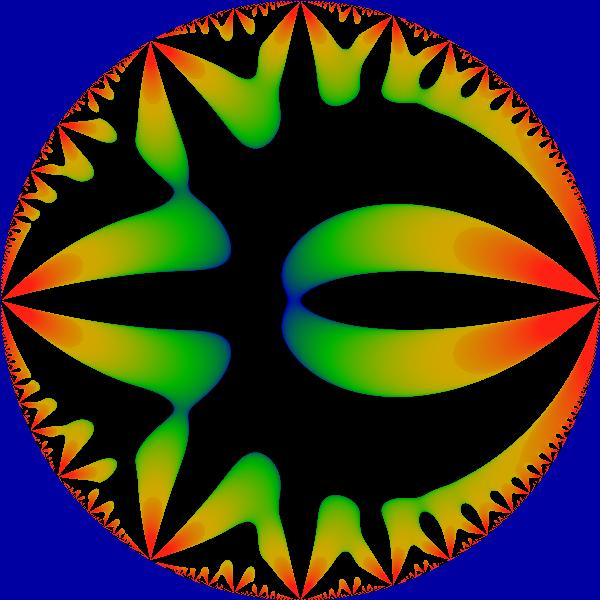
La parte real de G_{6} como una función de q en el disco unidad. Los números negativos están representados en negro.

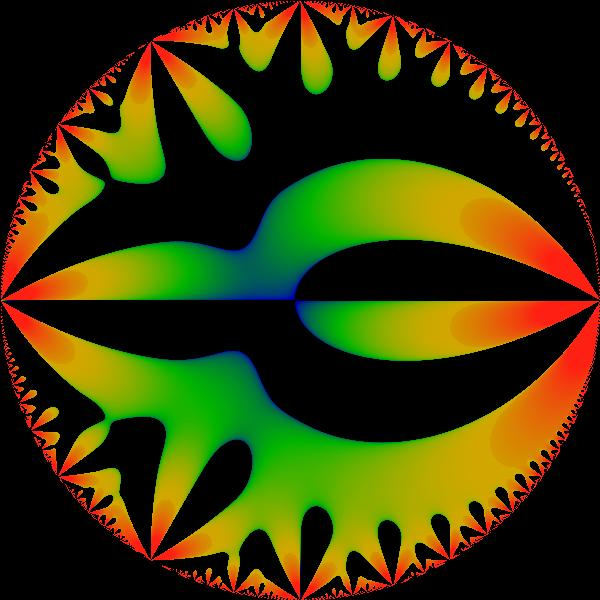
La parte imaginaria de G_{6} como una función de q en el disco unidad.

Sea τ un número complejo con parte imaginaria estrictamente positiva. Se define la serie de Eisenstein holomorfa G2k(τ) de peso 2k, donde k ≥ 2 es un entero, mediante la siguiente serie:
{\displaystyle G_{2k}(\tau )=\sum _{(m,n)\in \mathbb {Z} ^{2}\setminus \{(0,0)\}}{\frac {1}{(m+n\tau )^{2k}}}.}
Esta serie convege absolutamente a una función holomorfa de τ en el semiplano superior y su expansión de Fourier dada abajo muestra que puede extendese a una función holomorfa τ = i∞. Es un hecho remarcable que la serie de Eisenstein es una forma modular. De hecho, la propiedad clave está en su SL(2, {\displaystyle \mathbb {Z} })-invarianza. Explícitamente si a, b, c, d ∈ {\displaystyle \mathbb {Z} } y ad − bc = 1 entonces
{\displaystyle G_{2k}\left({\frac {a\tau +b}{c\tau +d}}\right)=(c\tau +d)^{2k}G_{2k}(\tau )}